# Palača Europa
Palača Europa sjedište je Europskog vijeća i Vijeća Europske unije, smještena u ulici Wetstraat/Rue de la Loi u europskoj četvrti Bruxellesa, glavnog grada Belgije. Njegova je značajka višekatna konstrukcija u obliku lampiona u kojoj se nalaze glavne sobe za sastanke, čiji je stilizirani prikaz Europsko vijeće i Vijeće EU usvojilo kao svoj službeni logo. Zgrada Europa nalazi se na bivšem mjestu djelomično srušenog i obnovljenog bloka A palače Résidence. Njegova vanjska strana kombinira fasadu u Art decou izvorne zgrade iz 1920-ih sa suvremenim dizajnom arhitekta Philippea Samyna. Zgrada je povezana s dva mosta zatvorena staklom i uslužnim tunelom sa susjednom palačom Justus Lipsius, koja pruža dodatne uredske prostore, prostorije za sastanke i prostorije za tisak.

## Povijest

### Izgradnja i prošla uporaba:palača Résidence
Nakon završetka Prvog svjetskog rata, valonski poduzetnik Lucien Kaisin, u suradnji sa švicarskim arhitektom Michelom Polakom, predstavio je planove za kompleks luksuznih stambenih blokova za buržoaziju i aristokraciju, palaču Résidence, koja će se nalaziti na rubu Bruxelleske četvrti Leopolda. Činilo ga je pet blokova (A - E) i trebao je biti „mali grad u gradu“ koji je svojim stanovnicima mogao pružiti sve sadržaje na jednom mjestu, uključujući kazališnu dvoranu, bazen, kao i druge komercijalne usluge poput restorana i frizera. Namjera palače Résidence bila je riješiti dvostruki nedostatak odgovarajućih stambenih struktura i smještaja za kućnu poslugu za više slojeve nakon razaranja koja su nastala tijekom rata. Kamen temeljac Art deco zgrade postavljen je 30. svibnja 1923. godine, a prvi žitelji su se preselili 1927. godine.
Razvoj je, međutim, imao kratak komercijalni uspjeh. Stanari su je 1940. bili prisiljeni napustiti jer je zgrada zaplijenjena i prenamijenjena u sjedište okupatorske njemačke vojske tijekom nacističke okupacije Belgije u Drugom svjetskom ratu. U rujnu 1944., nakon oslobađanja Bruxellesa, zgrada je postala sjedište Drugog taktičkog zrakoplovstva SHAEF-a i RAF-a.
Nakon rata, 1947. godine, belgijska vlada kupila je kompleks i koristila Blok A (zgrada u obliku slova L s dužim krakom orijentiranim prema sjeveroistoku) za administrativne prostore. Krajem 1960-ih, u sklopu radova na modernizaciji područja tijekom izgradnje podzemne željezničke pruge ispod Rue de la Loi, izgrađena je nova aluminijska fasada, koja zatvara oblik slova L.

### Razvoj Europske četvrti
Razvojem Europske četvrti u Bruxellesu urbanisti su se trudili pronaći odgovarajući uredski prostor za smještaj rastućeg osoblja i potreba institucija Europske unije smještenih u neposrednoj blizini palače Résidence. Godine1988. srušeni su istočni dio palače Résidence, blokovi D i E kako bi se stvorilo mjesto za izgradnju palače Justus Lipsius kao sjedišta Vijeća Europske unije. Godine 2002. Europsko vijeće, organizacija koja okuplja šefove država/vlada EU-a, također je započelo koristiti palaču Justus Lipsius kao svoje sjedište u Bruxellesu. To je uslijedilo odlukom europskih čelnika tijekom ratifikacije Ugovora iz Nice da se preseljenje provede u trenutku kada ukupno članstvo u Europskoj uniji premaši 18 država članica. Prije toga, sastanci na vrhu Europskog vijeća odvijali su se u državi članici koja je predsjedala rotirajućim predsjedanjem Vijećem Europske unije. Sve veća prisutnost međunarodnih medija na tom području navela je belgijsku saveznu vladu da preuredi Blokove C i B kao mjesto svog novog Međunarodnog tiskovnog centra. Od prijašnjih struktura očuvani su i bazen i kazalište.
Godine 2004. čelnici Europske unije uvidjeli su da logistički problemi stvoreni uporabom zastarjelih objekata opravdavaju izgradnju novog namjenski izgrađenog sjedišta s kapacitetom održavanja gotovo 6000 sastanaka, radnih skupina i summita godišnje. Usprkos brojnim obnovama, uključujući pretvaranje podzemnog parkirališta u dodatne prostorije za sastanke, palača Justus Lipsius za to nije bila dovoljna. Belgijska vlada je kao rješenje predložila pretvaranje bloka A palače Résidence u novo stalno sjedište za obje institucije EU-a. Prema sporazumu, mjesto će iz belgijske vlade biti preseljeno u Tajništvo Vijeća po simboličnoj cijeni od 1 eura, a Vijeće će preuzeti troškove za sljedeći građevinski projekt.

### Transformacijabloka Au palačuEuropa
Iste je godine raspisan paneuropski natječaj za redizajn bloka A palače Résidence u skladu s potrebama institucija. Kako su izvorne Art deco fasade palače Résidence Palace zaštićene kao povijesni spomenici, pravila natjecanja predviđala su da ih se mora očuvati. Godine 2005. obznanjeno je da je belgijski arhitektonski studio Philippe Samyn i partneri (arhitekti i inženjeri), u suradnji sa Studio Valle Progettazioni (arhitekti) i Buro Happold (inženjeri) izabran kao pobjednički dizajn. Dizajn onoga što će kasnije biti imenovana palačom Europa, uključivao je rušenje dogradnje 1960-ih i izgradnju velikog atrija u staklenoj kocki koji je povezivao dva obnovljena krila izvorne zgrade u obliku slova L iz 1920-ih. Unutar atrija trebala je biti izgrađena struktura u obliku "lampiona" u kojoj su se nalazile glavne prostorije za sastanke u kojima bi se sastajala izaslanstva EU-a u Europskom vijeću i Vijeću EU-a. Zbog želje čelnika EU-a da zgrada bude ekološki učinkovita, dizajn je prilagođen tako da uključuje fotonaponske ploče na krovu i da reciklira kišnicu. Građevinski radovi na palači Europa započeli su 2007. godine, a prvotno je planirano da zgrada bude gotova i svečano otvorena do 2012. Međutim, zbog zastoja u radu i modificiranja dizajna zbog promjene potreba Europskog vijeća kao institucije tijekom reformi Lisabonskog sporazuma, zgrada je dovršena u prosincu 2016.

## Značajke
Karakteristika palače Europa je uporaba upečatljivih kompozicija u boji koje je dizajnirao belgijski slikar Georges Meurant. Vodeći arhitekt, Philipe Samyn, želio je prekinuti s vizualnom "jednoobraznošću" ostalih zgrada EU-a, vjerujući da Europskoj uniji "ne služi dobro njena plava zastava sa svojih 12 zvjezdica". Vjerovao je da je "slika višestrukih institucionalnih, socijalnih i kulturnih konstelacija koje strukturiraju europsku savjest, suviše isprana". Samyn, nadahnut smjelošću nizozemskog arhitekta Rema Koolhaasa iz 2002. godine sa svojom pod "bar kod" zastavom, naručio je Meurantu uređenje palače Europa na način da odražava nacionalne heraldičke simbole i zastave 28 država članica u njihovim raznolikim omjerima i bojama. Meurantove ortogonalne polikromne rešetkaste strukture pojavljuju se preko stropova u konferencijskim dvoranama, vratima, tapeciranim podovima, kao i u hodnicima, sobi za konferencije za tisak, ugostiteljskim objektima i liftovima. Samyn i Meurant prezentirali su to kao način da se u zgradu unese više svjetla i topliju atmosferu, posebno u sobe za sastanke, koje su iz sigurnosnih razloga morale biti bez prozora, i kao vizualna poruka "trajnog kreativnog stvaralaštva koji priliči poliglotskoj i raznolikoj Uniji.

## Knjige
Jean ATTALI - Philippe SAMYN architect and engineer - 2014 EUROPA European Council and Council of the European Union (ISBN 978 94 014 14494); (En). CIVA – LANNOO – 256 str.; (BE). Vidi i e-knjigu